# Victoria melanochlora
Victoria melanochlora är en fjärilsart som beskrevs av Robert H. Carcasson 1962. Victoria melanochlora ingår i släktet Victoria och familjen mätare. Inga underarter finns listade i Catalogue of Life.